# Кэмпбелл, Алан (политик)
Сэр Алан Кэмпбелл (англ. Sir Alan Campbell; род. 8 июля 1957, Консетт, Дарем) — британский политик, член Лейбористской партии, парламентский секретарь Казначейства и главный парламентский организатор (с 2024).

## Биография
Окончил Ланкастерский университет, в 1981 году начал работать учителем истории в Уитли Бэй (графство Тайн-энд-Уир), через восемь лет продолжил преподавательскую карьеру в Ашингтоне (графство Нортамберленд), где стал завучем старших классов. В 1997 году избран в Палату общин Великобритании от округа Тайнмут. В 2008—2010 годах являлся парламентским помощником министра внутренних дел.
В октябре 2010 года назначен заместителем главного парламентского организатора оппозиции в Палате общин.
В 2018 году посвящён в рыцарство за свою политическую деятельность.
9 мая 2021 года вошёл в теневое правительство Кира Стармера, получив должность парламентского организатора оппозиции в Палате общин.
5 июля 2024 года назначен главным парламентским организатором в Палате общин в лейбористском правительстве Стармера, сформированном после поражения консерваторов на парламентских выборах.